# Lawrence West
Lawrence West   (valor desconegut, 1935) és un remer canandenc, ja retirat, que va competir durant les dècades de 1950 i 1960.
El 1956 va prendre part en els Jocs Olímpics d'Estiu de Melbourne, on guanyà la medalla de plata en la prova del vuit amb timoner del programa de rem. En el seu palmarès també destaca una medalla d'or als Jocs de l'Imperi Britànic de 1954 i dos campionats nacionals. Una vegada retirat passà a exercir d'entrenador a la Universitat de Colúmbia Britànica.